# Мисс Интернешнл 1981
Мисс Интернешнл 1981 (англ. Miss International 1981) — 21-й международный конкурс красоты Мисс Интернешнл, проведённый 6 сентября 1981 года в Токио (Япония). Победительницей стала Дженни Аннет Дерек из Австралии.

## Финальный результат
| Финальный результат  | Участницы |
| -------------------- | --- |
| Мисс Интернешнл 1981 | - Австралия — Дженни Аннет Дерек |
| 1-я вице-мисс        | - Бразилия — Тайомара До Рокио Борчардт |
| 2-я вице-мисс        | - Ирландия — Мишель Рокка |
| Полуфиналистки       | - Бельгия — Доминик Ван Иикхудт - Колумбия — Виктория Евгения Карденас - Германия — Барбара Реймунд - Гондурас — Глория Патриция Дурон - Япония — Рита Моривака - Новая Зеландия — Элизабет Мэри Иван - Филиппины — Элис Вероника Фернандез Сакасас - Шотландия — Маргарет Биссет - Швеция — Анна Хелена Линдгоу - Таиланд — Сиинуан Аттасар - США — Лиза Шуман - Венесуэла — Мариям Гвинтана |

## Специальные награды
| Награда                    | Участница                               |
| -------------------------- | --------------------------------------- |
| Лучший национальный костюм | - Бельгия — Доминик Ван Иикхудт         |
| Мисс Дружба                | - Гонконг — Дебора Карол Мур            |
| Мисс Фотогеничность        | - Германия — Барбара Реймунд            |
| Мисс Элегантность          | - Бразилия — Тайомара До Рокио Борчардт |

## Участницы
| - Австралия — Дженни Аннетт Дерек - Австрия - Бельгия — Доминик Ван Иикхудт (4th RU Universe 81; SF World 81) - Бразилия — Тайомара До Рокио Борчардт - Канада — Кэрол Донлон - Колумбия — Виктория Евгения Карденас Герлейн - Коста-Рика — Трисли Жирон Гарсия - Дания — Тина Брандстрап (Universe и World 81) - Англия — Сьюзан Элизабет Хатт - Финляндия — Мерья Орвокки Варвикко (Universe 81) - Франция - Германия — Барбара Реймунд (World 81) - Греция — Катерина Кондилату - Гуам — Сесилия Дага Диаз - Гавайи — Дайана Мишель Фу - Нидерланды — Ине Хедемеккерс - Гондурас — Глория Патриция Дурон - Гонконг — Дебора кэрол Мур - Исландия — Хлиф Хансен - Индия — Шашкала Сешадри - Ирландия — Мишель Мэри Тереза Рокка (World 80) - Израиль — Ли’ора Голдберг | - Италия - Япония — Рита Мориваки - Республика Корея — Парк Хьён-жу - Малайзия — Гурмит Каур - Мексика — Мария Фабиола Сариат - Новая Зеландия — Элизабет Мэри Иван - Норвегия — Хелен Холагер - Филиппины — Элис Вероника "Peachy" Фернандез Сакасас - Шотландия — Маргарет Биссет - Сингапур — Шаназ Али Хуссейн Ганди - Испания — Франциска "Paquita" Ондивиела Отера (World 80 и Universe 81) - Швеция — Ана Хелена Линдгоу - Швейцария — Бриджитт Восс (Universe 81) - Французская Полинезия — Маймити Киннандер - Таиланд — Сиинуан Аттсара - Турция — Севим Кифтки - Уругвай — Сильвия Алонсо - США — Лиза Маргарет Шуман - Венесуэла — Мириям Гвинтана - Уэльс — Салли Дуглас Уилльямс |

## Замена
- Боливия — Розарио Суарез — приболела незадолго до финала

## Сноски
1. 1 2 3  Plunkett, Bill (September 8, 1981). People. Chicago Tribune. Архивировано 2011-06-29. Дата обращения: 10-3-2010. Jenny Annette Derek Miss Australia is the new Miss International and her favorite sports are jogging playing squash and cycling {{cite news}}: Проверьте значение даты: |accessdate= (справка)
2. 1 2 3  Pose for picture. Southeast Missourian. Associated Press. October 3, 1982. Архивировано 2021-06-02. Дата обращения: 10-3-2010. {{cite news}}: Проверьте значение даты: |accessdate= (справка)